# Centrophorus isodon
Centrophorus isodon är en hajart som först beskrevs av Chu, Meng och Liu 1981.  Centrophorus isodon ingår i släktet Centrophorus och familjen Centrophoridae. IUCN kategoriserar arten globalt som otillräckligt studerad. Inga underarter finns listade i Catalogue of Life.